# Nor Nork
Nor Nork ( in armeno Նոր Նորք ) è un distretto di Erevan, la capitale dell'Armenia, con 141.859 abitanti (dato 2001) situato nella parte orientale della città.